# Ázsia legforgalmasabb repülőterei utasforgalom alapján
Ez a lista Ázsia legforgalmasabb repülőtereit tartalmazza, az éves összes utasszám alapján rangsorolva, amely tartalmazza az érkező, induló és tranzit utasokat. A pekingi fővárosi nemzetközi repülőtér 2009 óta Ázsia legforgalmasabb repülőtere. A táblázatok az összes utasforgalom százalékos változását is mutatják az elmúlt évhez képest. Az ázsiai repülőterek az ENSZ által meghatározott 48 országban és 6 függő államban találhatóak, és az ázsiai régióba tartoznak.

## 2023
Forrás: A Port Authority of New York and New Jersey 2023-as jelentése
| Helyezés | Repülőtér                                 | Kiszolgált város     | Ország/territórium       | IATA kód | ICAO kód | Teljes utasszám | Változás %-ban 2022 óta |
| -------- | ----------------------------------------- | -------------------- | ------------------------ | -------- | -------- | --------------- | ----------------------- |
| 1        | Dubaji nemzetközi repülőtér               | Dubai                | Egyesült Arab Emirátusok | DXB      | OMDB     | 86 994 365      | 31 7%                   |
| 2        | Haneda nemzetközi repülőtér               | Tokió                | Japán                    | HND      | RJTT     | 78 719 302      | 55 1%                   |
| 3        | Indira Gandhi nemzetközi repülőtér        | Delhi                | India                    | DEL      | VIDP     | 72 214 841      | 21 4%                   |
| 4        | Kuangcsou-Pajjüni nemzetközi repülőtér    | Kanton               | Kína                     | CAN      | ZGGG     | 63 169          | 142 0%                  |
| 5        | Szingapúr-Changi repülőtér                | Szingapúr            | Szingapúr                | SIN      | WSSS     | 58 946 000      | 83 1%                   |
| 6        | Incshoni nemzetközi repülőtér             | Szöul/Incheon        | Dél-Korea                | ICN      | RKSI     | 56 235 412      | 213 8%                  |
| 7        | Sanghaj-Putungi nemzetközi repülőtér      | Sanghaj              | Kína                     | PVG      | ZSPD     | 54 476 397      | 284 2%                  |
| 8        | Pekingi nemzetközi repülőtér              | Peking               | Kína                     | PEK      | ZBAA     | 52 879 156      | 316 2%                  |
| 9        | Sencsen-Paoani nemzetközi repülőtér       | Sencsen              | Kína                     | SZX      | ZGSZ     | 52 734 934      | 144 6%                  |
| 10       | Szuvarnabhumi nemzetközi repülőtér        | Bangkok/Samut Prakan | Thaiföld                 | BKK      | VTBS     | 51 699 104      | 79 8%                   |
| 11       | Cshatrapati Sivádzsi nemzetközi repülőtér | Mumbai               | India                    | BOM      | VABB     | 51 589 040      | 34 6%                   |
| 12       | Soekarno–Hatta nemzetközi repülőtér       | Jakarta/Tangerang    | Indonézia                | CGK      | WIII     | 49 080 532      | 23 9%                   |
| 13       | Kuala Lumpur nemzetközi repülőtér         | Kuala Lumpur/Sepang  | Malajzia                 | KUL      | WMKK     | 47 242 468      | 86 0%                   |
| 14       | Hamad nemzetközi repülőtér                | Doha                 | Katar                    | DOH      | OTHH     | 45 916 098      | 28 5%                   |
| 15       | Ninoy Aquino nemzetközi repülőtér         | Maníla               | Fülöp-szigetek           | MNL      | RPLL     | 45 300 322      | 46 7%                   |
| 16       | Csengtu Tianfu nemzetközi repülőtér       | Csengtu              | Kína                     | TFU      | ZUTF     | 44 786 032      | 237 4%                  |
| 17       | Csungking Csiangpej nemzetközi repülőtér  | Csungking            | Kína                     | CKG      | ZUCK     | 44 657 268      | 106 1%                  |
| 18       | Abdul-Aziz király nemzetközi repülőtér    | Jeddah               | Szaúd-Arábia             | JED      | OEJN     | 42 910 407      | 35 7%                   |
| 19       | Sanghaj-Hungcsiaói nemzetközi repülőtér   | Shanghai             | Kína                     | SHA      | ZSSS     | 42 492 745      | 188 8%                  |
| 20       | Kunming-Csangsuji nemzetközi repülőtér    | Kunming              | Kína                     | KMG      | ZPPP     | 42 053 214      | 97 4%                   |
| 21       | Hszian-Hszienjangi nemzetközi repülőtér   | Hszian/Xianyang      | Kína                     | XIY      | ZLXY     | 41 371 228      | 205 1%                  |
| 22       | Hangcsou Hsziaosan nemzetközi repülőtér   | Hangzhou             | Kína                     | HGH      | ZSHC     | 41 170 470      | 105 5%                  |
| 23       | Tân Sơn Nhất nemzetközi repülőtér         | Ho Chi Minh City     | Vietnám                  | SGN      | VVTS     | 40 738 295      | 18 9%                   |
| 24       | Hongkongi nemzetközi repülőtér            | Hongkong             | Hongkong, Kína           | HKG      | VHHH     | 39 452 633      | 598 2%                  |
| 25       | Peking-Tahszingi nemzetközi repülőtér     | Peking               | Kína                     | PKX      | ZBAD     | 39 410 776      | 283 5%                  |
| 26       | Kempegauda nemzetközi repülőtér           | Bangalore            | India                    | BLR      | VOBL     | 37 202 111      | 35 3%                   |
| 27       | Sabiha Gökçen nemzetközi repülőtér        | Isztambul            | Törökország              | SAW      | LTFJ     | 37 098 432      | 20 5%                   |
| 28       | Antalya nemzetközi repülőtér              | Antalya              | Törökország              | AYT      | LTAI     | 35 538 387      | 13 9%                   |
| 29       | Taojüan nemzetközi repülőtér              | Taipei/Taoyuan       | Tajvan                   | TPE      | RCTP     | 35 354 924      | 661 8%                  |

## 2018
2018-ban Kína 19 repülőtérrel szerepel a top 50-ben, míg Japán öt, India öt, Dél-Korea három, Indonézia, Szaúd-Arábia, Vietnám, az Egyesült Arab Emírségek, Thaiföld és Törökország (ázsiai rész) pedig egyenként kettővel. Hongkong, Szingapúr, Malajzia, Tajvan, a Fülöp-szigetek, Katar és Izrael egy-egy repülőtérrel rendelkezik.
| Helyezés | Repülőtér                                          | Város                     | Ország                  | IATA kód | ICAO kód | Teljes utasszám | Változás százalékban |
| -------- | -------------------------------------------------- | ------------------------- | ----------------------- | -------- | -------- | --------------- | -------------------- |
| 1        | Pekingi nemzetközi repülőtér                       | Peking                    | Kína                    | PEK      | ZBAA     | 100 983 290     | 5,4%                 |
| 2        | Dubaji nemzetközi repülőtér                        | Dubaj                     | Egyesült Arab Emírségek | DXB      | OMDB     | 89 149 387      | 1,0%                 |
| 3        | Cshatrapati Sivádzsi nemzetközi repülőtér          | Mumbai                    | India                   | BOM      | VABB     | 78 938 420      | 5,7%                 |
| 4        | Hongkongi nemzetközi repülőtér                     | Hongkong                  | Hongkong                | HKG      | VHHH     | 74 517 402      | 2,8%                 |
| 5        | Sanghaj-Putungi nemzetközi repülőtér               | Sanghaj                   | Kína                    | PVG      | ZSPD     | 74 006 331      | 5,8%                 |
| 6        | Kempegauda nemzetközi repülőtér                    | Bengaluru                 | India                   | BLR      | VOBL     | 70 300 000      | 22,4%                |
| 7        | Kuangcsou-Pajjüni nemzetközi repülőtér             | Kuangcsou                 | Kína                    | CAN      | ZGGG     | 69 720 403      | 5,8%                 |
| 8        | Incshoni nemzetközi repülőtér                      | Szöul/Incseon             | Dél-Korea               | ICN      | RKSI     | 68 259 763      | 10,0%                |
| 9        | Soekarno–Hatta nemzetközi repülőtér                | Jakarta/Tangerang         | Indonézia               | CGK      | WIII     | 66 908 159      | 6,2%                 |
| 10       | Szingapúr-Changi repülőtér                         | Szingapúr                 | Szingapúr               | SIN      | WSSS     | 65 627 356      | 5,4%                 |
| 11       | Szuvarnabhumi nemzetközi repülőtér                 | Bangkok/Samut Prakan      | Thaiföld                | BKK      | VTBS     | 63 378 923      | 4,1%                 |
| 12       | Kuala Lumpur nemzetközi repülőtér                  | Kuala Lumpur/Sepang       | Malajzia                | KUL      | WMKK     | 59 959 000      | 2,4%                 |
| 13       | Csengtu-Suangliui nemzetközi repülőtér             | Csengtu                   | Kína                    | CTU      | ZUUU     | 52 950 529      | 6,3%                 |
| 14       | Cshatrapati Sivádzsi nemzetközi repülőtér          | Mumbai                    | India                   | BOM      | VABB     | 49 877 918      | 5,7%                 |
| 15       | Sencsen-Paoani nemzetközi repülőtér                | Sencsen                   | Kína                    | SZX      | ZGSZ     | 49 348 950      | 8,2%                 |
| 16       | Kunming-Csangsuji nemzetközi repülőtér             | Kunming                   | Kína                    | KMG      | ZPPP     | 47 088 140      | 5,3%                 |
| 17       | Taojüan nemzetközi repülőtér                       | Tajpej/Taoyuan            | Tajvan                  | TPE      | RCTP     | 46 535 180      | 3,7%                 |
| 18       | Ninoy Aquino nemzetközi repülőtér                  | Manila                    | Fülöp-szigetek          | MNL      | RPLL     | 45 082 544      | 6,7%                 |
| 19       | Hszian-Hszienjangi nemzetközi repülőtér            | Hszian/Hszienjangi        | Kína                    | XIY      | ZLXY     | 44 653 311      | 6,2%                 |
| 20       | Sanghaj-Hungcsiaói nemzetközi repülőtér            | Sanghaj                   | Kína                    | SHA      | ZSSS     | 43 628 004      | 4,2%                 |
| 21       | Narita nemzetközi repülőtér                        | Tokió/Narita              | Japán                   | NRT      | RJAA     | 42 601 130      | 4,8%                 |
| 22       | Csungking Csiangpej nemzetközi repülőtér           | Csungking                 | Kína                    | CKG      | ZUCK     | 41 595 887      | 7,5%                 |
| 23       | Abdul-Aziz király nemzetközi repülőtér             | Dzsidda                   | Szaúd-Arábia            | JED      | OEJN     | 41 200 000      | 21,4%                |
| 24       | Don Müang nemzetközi repülőtér                     | Bangkok SGD               | Thaiföld                | DMK      | VTBD     | 40 758 148      | 6,4%                 |
| 25       | Tân Sơn Nhất nemzetközi repülőtér                  | Ho Chi Minh City (Saigon) | Vietnám                 | SGN      | VVTS     | 38 500 000      | 7,2%                 |
| 26       | Hangcsou Hsziaosan nemzetközi repülőtér            | Hangcsou                  | Kína                    | HGH      | ZSHC     | 38 241 630      | 7,5%                 |
| 27       | Hamad nemzetközi repülőtér                         | Doha                      | Katar                   | DOH      | OTHH     | 35 400 000      | 1,3%                 |
| 28       | Sabiha Gökçen nemzetközi repülőtér                 | Isztambul                 | Törökország             | SAW      | LTFJ     | 34 210 566      | 8,0%                 |
| 29       | Netádzsi Szubhás Csandra Bosz nemzetközi repülőtér | Kolkata                   | India                   | CCU      | VECC     | 33 300 000      | 22,4%                |
| 30       | Kanszai nemzetközi repülőtér                       | Greater Osaka Area        | Japan                   | KIX      | RJBB     | 28 660 428      | 2,4%                 |
| 31       | Antalyai repülőtér                                 | Antalya                   | Törökország             | AYT      | LTAI     | 28 629 078      | 10,4%                |
| 32       | Nanking-Lukou nemzetközi repülőtér                 | Nanking                   | Kína                    | NKG      | ZSNJ     | 28 581 546      | 10,6%                |
| 33       | Csengcsou-Hszincseng nemzetközi repülőtér          | Csengcsou                 | Kína                    | CGO      | ZHCC     | 27 334 730      | 12,4%                |
| 34       | Nội Bài nemzetközi repülőtér                       | Hanoi                     | Vietnám                 | HAN      | VVNB     | 27 000          | 17,1%                |
| 35       | Khalid király nemzetközi repülőtér                 | Riyadh                    | Szaúd-Arábia            | RUH      | OERK     | 26 772 525      | 6,9%                 |
| 36       | Hsziamen-Kaocsi nemzetközi repülőtér               | Hsziamen                  | Kína                    | XMN      | ZSAM     | 26 553 438      | 8,2%                 |
| 37       | Csedzsui nemzetközi repülőtér                      | Jeju                      | Dél-Korea               | CJU      | RKPC     | 26 290 832      | 11,1%                |
| 38       | Csangsa Huanghua nemzetközi repülőtér              | Csangsa                   | Kína                    | CSX      | ZGHA     | 25 266 251      | 6,3%                 |
| 39       | Kimphói nemzetközi repülőtér                       | Szöul                     | Dél-Koreai köztársaság  | GMP      | RKSS     | 24 602 588      | 1,9%                 |
| 40       | Csingtao Liuting nemzetközi repülőtér              | Csingtao                  | Kína                    | TAO      | ZSQD     | 24 535 738      | 5,7%                 |
| 41       | Vuhan-Tienho nemzetközi repülőtér                  | Vuhan                     | Kína                    | WUH      | ZHHH     | 24 500 356      | 5,9%                 |
| 42       | Hajkou Mejlan nemzetközi repülőtér                 | Hajkou                    | Kína                    | HAK      | ZJHK     | 24 123 582      | 6,7%                 |
| 43       | Sincsitosze nemzetközi repülőtér                   | Szapporo                  | Japán                   | CTS      | RJCC     | 24 081 728      | 5,0%                 |
| 44       | Ngurah Rai nemzetközi repülőtér                    | Denpasar                  | Indonézia               | DPS      | WADD     | 23 779 178      | 13,0%                |
| 45       | Tiencsin Pinhaj nemzetközi repülőtér               | Tiencsin                  | Kína                    | TSN      | ZBTJ     | 23 591 412      | 12,3%                |
| 46       | Fukuoka nemzetközi repülőtér                       | Fukuoka                   | Japán                   | FUK      | RJFF     | 23 271 641      | 3,4%                 |
| 47       | Ürümcsi Tivopu nemzetközi repülőtér                | Ürümcsi                   | Kína                    | URC      | ZWWW     | 23 027 788      | 7,1%                 |
| 48       | Ben-Gurion nemzetközi repülőtér                    | Central District          | Izrael                  | TLV      | LLBG     | 22 949 676      | 10,7%                |
| 49       | Csennai nemzetközi repülőtér                       | Chennai                   | India                   | MAA      | VOMM     | 22 243 650      | 10,0%                |
| 50       | Abu-Dzabi nemzetközi repülőtér                     | Abu-Dzabi                 | Egyesült Arab Emírségek | AUH      | OMAA     | 22 010 868      | 7,4%                 |